# Ray Collins (Schauspieler)

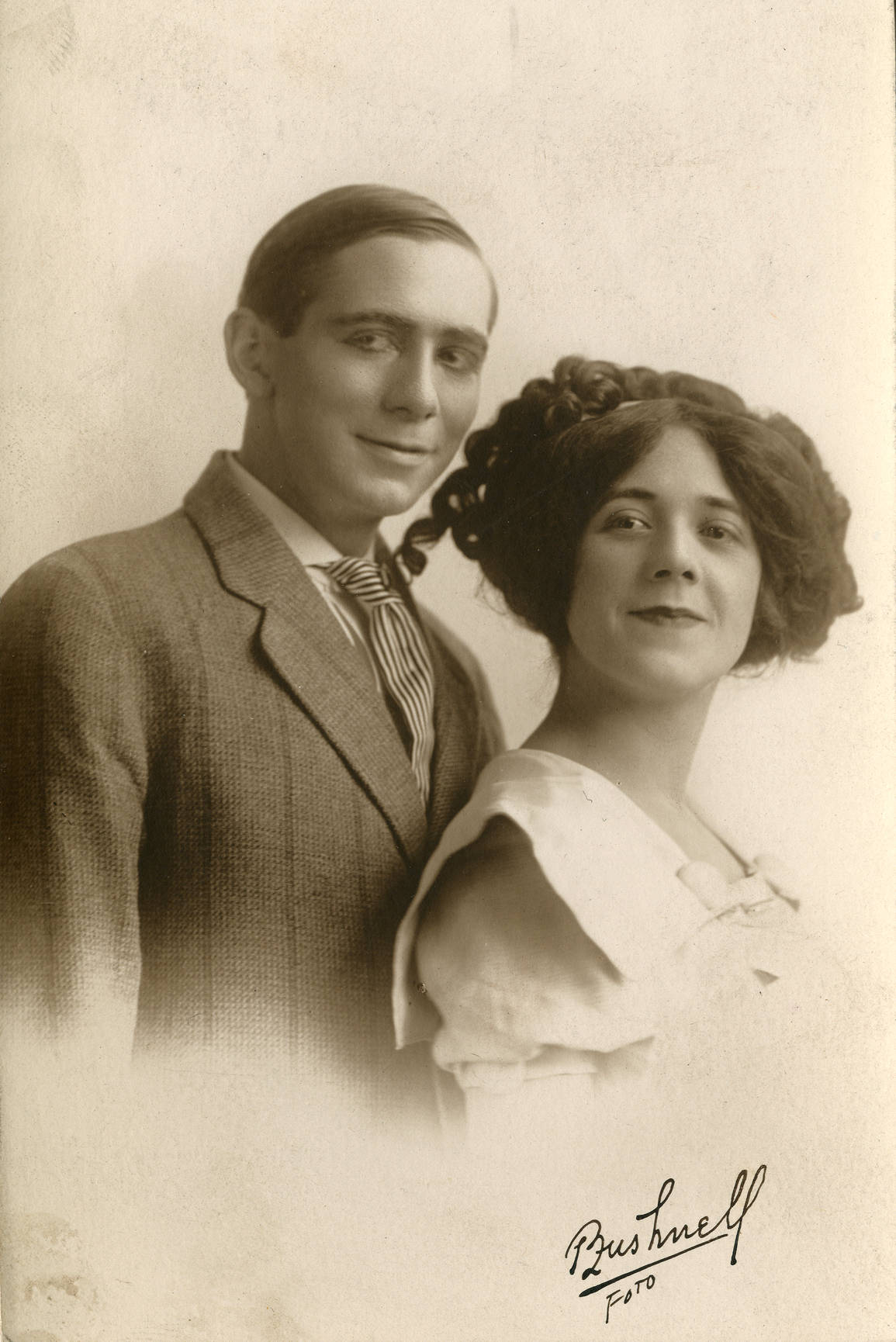
Ray Collins und Ehefrau Margaret im Jahr 1912

Ray Bidwell Collins (* 10. Dezember 1889 in Sacramento, Kalifornien; † 11. Juli 1965 in Santa Monica, Kalifornien) war ein US-amerikanischer Schauspieler.

## Leben
Ray Collins war der Sohn eines Zeitungsreporters, seine Mutter war die Nichte des Politikers John Bidwell. Er begann seine Schauspielkarriere im Alter von vierzehn Jahren als Bühnendarsteller, gefolgt von zahlreichen Theaterrollen sowie Tätigkeiten bei Radiosendern. Bei der Arbeit für die Kriminalserie The Shadow, in der Collins den „Commissioner Weston“ sprach, lernte er den Schauspieler, Regisseur und Produzenten Orson Welles kennen, mit dem ihn eine langjährige Freundschaft verbinden sollte. 1937 wirkte er in Welles’ Hörfunkadaption von Victor Hugos Les Misérables mit und in den 1930er Jahren stieß er zum Ensemble von Welles’ Mercury Theatre, für dessen Radiosendung, The Mercury Theatre on the Air, er im Laufe der Jahre verschiedene klassischen Rollen der englischen Literatur verkörperte, unter anderem „Doktor Livesey“ aus Robert Louis Stevensons Schatzinsel, den „Dr. Watson“ von Arthur Conan Doyle und den „Mr. Pickwick“ aus Charles Dickens’ Pickwicker. Für Welles’ legendäre Hörfunkbearbeitung von H. G. Wells’ Der Krieg der Welten übernahm er gleich mehrere Rollen, so auch die des erschrockenen Bauern, auf dessen Farm die Marsianer erstmals landen.
Seine erste größere Filmrolle spielte Collins ebenfalls unter der Regie von Welles: In dessen preisgekrönten Citizen Kane über den Aufstieg und Fall eines Verlegers verkörperte der Charakterdarsteller einen korrupten Politiker, welcher der Titelfigur mit einem pikanten Skandal erheblichen Schaden zufügt. Hier spielte er neben zahlreichen anderen Ensemblemitgliedern des Mercury Theaters wie William Alland und Everett Sloane. Zwei weitere Male spielte er in Arbeiten von Orson Welles: 1942 als Onkel Jack in Der Glanz des Hauses Amberson und 1958 als Staatsanwalt im düsteren Thriller Im Zeichen des Bösen. Zu seinen weiteren bekannten Filmproduktionen zählen Todsünde (1945), Crack-Up (1946), das Oscar-gekrönte Drama Ein Doppelleben (1947) und die Komödie So einfach ist die Liebe nicht (1947). 
Ab den 1950er-Jahren war Collins auch regelmäßig als Darsteller im US-Fernsehen tätig. Einem breiten Publikum wurde er als „John Merriweather“ in der Serie The Halls of Ivy sowie in der Rolle des rauen, aber verlässlichen Polizeileutnants „Tragg“ in der langlebigen Gerichtsserie Perry Mason nach den Werken des Kriminalautoren Erle Stanley Gardner bekannt.
Ray Collins war von 1909 bis zur Scheidung 1924 mit Margaret Marriott verheiratet. 1926 heiratete er Joan Uron, mit der er bis zu seinem Tod zusammen blieb. Ray Collins starb am 11. Juli 1965 im Alter von 75 Jahren an einem Lungenleiden. Die Rolle des „Lt. Tragg“, den er bis kurz vor seinem Tode verkörperte, wurde nicht mehr neu besetzt, sondern in den weiteren Produktionsjahren durch verschiedene andere Polizeibeamte ersetzt.

## Filmografie (Auswahl)
- 1930: The Pest of Honor
- 1941: Citizen Kane
- 1942: Der Glanz des Hauses Amberson (The Magnificent Ambersons)
- 1942: Die Flotte bricht durch (The Navy Comes Through)
- 1942: Commandos Strike at Dawn
- 1943: Whistling in Brooklyn
- 1943: Und das Leben geht weiter (The Human Comedy)
- 1944: The Hitler Gang
- 1944: Das siebte Kreuz (The Seventh Cross)
- 1944: Das Lied des goldenen Westens (Can’t Help Singing)
- 1944: Main Street Today (Dokumentarfilm)
- 1945: Eine Frau mit Unternehmungsgeist (Roughly Speaking)
- 1945: Todsünde (Leave Her to Heaven)
- 1946: Crack-Up
- 1946: Land der Banditen (Badman’s Territory)
- 1946: Die besten Jahre unseres Lebens (The Best Years of Our Lives)
- 1946: In Ketten um Kap Horn (Two Years Before the Mast)
- 1946: Flucht von der Teufelsinsel (The Return of Monte Cristo)
- 1947: Ein Doppelleben (A Double Life)
- 1947: So einfach ist die Liebe nicht (The Bachelor and the Bobby-Soxer)
- 1947: Der Senator war indiskret (The Senator Was Indiscreet)
- 1947: Der rote Teufel (The Red Stallion)
- 1948: Der Richter von Colorado (The Man from Colorado)
- 1948: Dr. Johnsons Heimkehr (Homecoming)
- 1948: Blutfehde (The Swordsman)
- 1948: Der beste Mann der Stadt (Good Sam)
- 1949: Ein Mann wie Sprengstoff (The Fountainhead)
- 1949: It Happens Every Spring
- 1949: Die Erbin (The Heiress)
- 1949: Liebe auch ohne Patent (Free for All)
- 1950: Francis, ein Esel – Herr General (Francis)
- 1950: Das Raubtier ist los! (The Reformer and the Redhead)
- 1950: Summer Stock
- 1951: Tal der Rache (Vengeance Valley)
- 1951: Im Sturm der Zeit (I Want You)
- 1951: Gangster (The Racket)
- 1952: Casanova wider Willen (Dreamboat)
- 1952: Geborgtes Glück (Invitation)
- 1953: Kolonne Süd (Column South)
- 1953: El Khobar – Schrecken der Wüste (The Desert Song)
- 1954: Athena
- 1954–1955: The Halls of Ivy (Fernsehserie, 38 Folgen)
- 1955: An einem Tag wie jeder andere (The Desperate Hours)
- 1956: Nur Du allein (Never Say Goodbye)
- 1956: Die Frau im goldenen Cadillac (The Solid Gold Cadillac)
- 1957–1965: Perry Mason (Fernsehserie, 241 Folgen)
- 1958: Im Zeichen des Bösen (Touch of Evil)
- 1960: I’ll Give My Life